# Alpeñés
Alpeñés è un comune spagnolo di 22 abitanti situato nella comunità autonoma dell'Aragona.